# Rory Scovel
Rory Scovel (Greenville, 6 agosto 1980) è un attore statunitense.

## Biografia
Rory Scovel è cresciuto a Greenville, dove ha giocato a calcio, tennis e pallacanestro. Ha sempre descritto se stesso come iperattivo e clown della classe. Ha interpretato se stesso in "Broken Mike" nel 2012 e in "Documentary Subject Wanted with Rory Scovel" nel 2013.

## Filmografia

### Cinema
- Groom with a View (2007)
- Public Service (2009)
- Seattle Komedy Dokumentary (2010)
- Dead Monkey (2011)
- Is There?: Todd Glass for GLSEN (2012)
- Broken Mike (2012)
- Documentary Subject Wanted with Rory Scovel (2013)
- Dean, regia di Demetri Martin (2016)
- Casa Casinò, regia di Andrew Jay Cohen (2017)
- Come ti divento bella! (I Feel Pretty), regia di Abby Kohn e Marc Silverstein (2018)
- Distancing Socially, regia di Chris Blake (2021)
- Babylon, regia di Damien Chazelle (2022)

### Televisione
- Live at Gotham (2007)
- Late Night with Jimmy Fallon (2010)
- The Life & Times of Tim (2010-2011)
- Conan (2011-2013)
- New York Stand-Up Show (2011-2013)
- UnCabaret (2012)
- The Late Late Show with Craig Ferguson (2012)
- The Nerdist (2013)
- The Eric Andre Show (2013)
- Funny as Hell (2013)
- All Growz Up with Melinda Hill (2013)
- Money From Strangers (2013)
- Ground Floor (2013-2015)
- Those Who Can't (2013-2016)
- Zach Stone Is Gonna Be Famous (2013)
- The Pete Holmes Show (2013)
- Undateable - Serie TV, 4 episodi (2014-2016)
- NerdTerns - Serie TV, 1 episodio (2014)
- Inside Amy Schumer - Serie TV, Episodio 2x08 (2014)
- Modern Family - Serie TV, Episodio 6x04 (2014)
- Stone Quackers - Serie TV (2015)
- The Comedians - Serie TV (2015)
- Not Safe with Nikki Glaser - Serie TV (2016)
- Animals. - Serie TV (2016)
- Those Who Can't - Serie TV, 25 episodi (2016-)
- Casual - Serie TV, 1 episodio (2016)
- Wrecked - Serie TV, 4 episodi (2016-2017)
- Love - Serie TV, 1 episodio (2017)
- The New V.I.P.'s - Film TV (2017)
- The Great Indoors - Serie TV, 1 episodio (2017)
- Powerless - Serie TV, 1 episodio (2017)
- Please Understand Me - Serie TV, 1 episodio (2018)
- 2 Dope Queens - Serie TV, 1 episodio (2019)
- Historical Roasts - Serie TV, 1 episodio (2019)
- Cake - Serie TV, 1 episodio (2019)
- Mixed-ish - Serie TV, 1 episodio (2019)
- Robbie - Serie TV, 8 episodi (2020)
- Superstore - Serie TV, 4 episodi (2020-2021)
- Black Monday - Serie TV, 2 episodi (2020-2021)
- Physical - Serie TV, 20 episodi (2021-2022)
- Grace and Frankie - Serie TV, episodio 7x05 (2022)

### Doppiatore
- Harley Quinn - Serie TV, 3 episodi (2020)
- The Movie Show - Serie TV, 5 episodi (2020-2021) - Randy

## Discografia
- Dilation (2011)
- Rory Scovel Live at Third Man Records (2013)

## Riconoscimenti
- Screen Actors Guild Award
  - 2023 - Candidatura al miglior cast cinematografico per Babylon